# Tubenkatarrh
Der Tubenkatarrh oder Tubenmittelohrkatarrh (auch Syringitis genannt) ist ein Katarrh der Eustachi-Röhre (Tuba auditiva, „Ohrtrompete“). Bei der Behandlung wird zwischen einer akuten und einer chronischen Form unterschieden.

## Auftreten
Ein Tubenkatarrh tritt in der Regel als Begleiterscheinung einer Atemwegsinfektion, Rhinitis, Sinusitis oder Tonsillitis auf oder im Rahmen einer allergischen Reaktion und wird zudem durch vergrößerte Mandeln begünstigt. Durch den Verschluss der Tuba auditiva ist der Druckausgleich zwischen Paukenhöhle und Umgebungsluft behindert, was wegen der fortlaufenden Resorption von Luft im Mittelohr einen permanenten Unterdruck in der Paukenhöhle zur Folge hat. Aufgrund der ähnlichen Symptome sollte im Zuge der Diagnose eine Mittelohrentzündung ausgeschlossen werden.

## Diagnose
Die Diagnose erfolgt mittels Otoskopie oder Tympanometrie, da diese Verfahren die Einziehung des Trommelfells sichtbar machen, die  an einem verschobenen Lichtreflex erkennbar ist, einem optisch verkürzten Hammergriff mit vorspringendem kurzen Fortsatz und Bildung einer hinteren Hammerfalte. Mögliche Symptome sind Druckgefühl auf dem Ohr (wie bei einem Abstieg aus größerer Höhe), Beeinträchtigung des Hörvermögens, Ohrrauschen und Ohrschmerzen.

## Behandlungsmöglichkeiten
Die Tubensprengung (Valsalva-Versuch, Politzer-Versuch, Tuben-Katheterismus) wird vor allem als therapeutisches Mittel verwendet, sie hat aber auch diagnostischen Wert. Weitere Behandlungsansätze sind die Verwendung von abschwellendem Nasenspray, Nasenspülungen, Inhalation, die Bestrahlung mit Rotlicht und (nur wenn keine Entzündung vorliegt) gezieltes Schlucken, Gähnen oder Bewegen des Kiefers, mit dem Ziel den Durchgang zur Eustachi-Röhre wieder zu öffnen.
Die chronische Form des Tubenkatarrhs kann zu einem Paukenerguss („Leimohr“) führen. Wenn es medizinisch sinnvoll erscheint, kann die chronische Form operativ behandelt werden, entweder durch eine Entfernung der Rachenmandeln (Adenotomie) oder eine Parazentese, mit dem Einsatz von Paukenröhrchen behoben werden.